# Macocha
Macocha kløften, også kendt som Macocha Gorge, er et jordfaldshul i hulesystemet Mæhriske Karst i Tjekkiet. Synkehullet er 138,5 meter dybt, hvilket gør det til det dybeste jordfaldshul i Centraleuropa. Det er en populær turistattraktion for  besøgende i regionen, foruden huleforskere og avancerede tekniske dykkere.

## Beliggenhed
Macocha kløften  ligger i kommunen Vilémovice  i regionen Sydmæhren, 20 km nord for byen Brno. Det er en del af Punkva-hulerne, og Punkva-floden løber  igennem den.

## Beskrivelse
Kløften er 174 meter lang og 76 meterbred. Den er 138,5 meter dyb ned til overfladen af Dolní-søen. Under Dolní-søens overflade er der andre underjordiske rum, som indtil videre er udforsket til en samlet dybde på 187,5 meter.  Afgrundens dimensioner gør, at der er dagslys i den, og derfor er den klassificeret i kategorien "lyshuller".
I begyndelsen af Pustý Žleb (Øde kløft), under byen Sloup, har vandet fra Sloupský-bækken, en af bifloderne til den underjordiske flod Punkva, med til at danne et omfattende system af underjordiske gange, kupler og afgrunde, der måler ca. 6.500 meter, kendt som Sloupsko-šošůvské jeskyně (Sloup-Šošůvka grotterne). Med en længde på 3.000 meter er udsigtsruten den længste underjordiske sti, der er åben for offentligheden i Tjekkiet.

## Etymologi
Navnet Macocha er afledt af macecha, dvs. "stedmor". Ifølge et populært folkesagn fik afgrunden sit navn efter en ond stedmor, der giftede sig med en enkemand fra en nærliggende landsby. Bonden havde en søn, som hun accepterede, indtil hun fødte sin egen søn. Da hun vidste, at hendes barn ikke ville arve noget, besluttede hun at lokke sin stedsøn til afgrunden og kaste ham i den. Da det gik op for hende, hvad hun havde gjort, besluttede hun at gøre en ende på sit eget liv ved at springe i den samme afgrund. Overraskende nok overlevede hendes stedsøn og blev til sidst reddet af sin far og andre landsbyboere. En anden version af historien siger, at stedmoderen ikke begik selvmord, men faktisk blev smidt i afgrunden, da landsbyboerne fandt ud af, hvad hun havde gjort mod sin stedsøn.

## See also
- Karst